# Protonazione
In chimica, la protonazione è una reazione che consiste nell'addizione di un protone ({\displaystyle {\ce {H+}}}) a un atomo, molecola o ione.
Alcune molecole o ioni, definiti polibasici, sono in grado di subire più di una protonazione. La specie protonata, oltre ad aumentare la propria massa approssimativamente di 1 uma, assume anche una carica positiva e subisce una modifica delle proprietà chimiche e chimico-fisiche (come idrofilia, potenziale standard di riduzione, proprietà ottiche, etc.).
In chimica organica, la protonazione è in grado di produrre specie particolarmente reattive quali i carbocationi. La protonazione rappresenta anche un processo di ionizzazione chimica che si verifica nella spettrometria di massa.

## Reazioni acido-base
Nell'ambito di una reazione acido-base, e in particolare nella teoria di Brønsted-Lowry, la protonazione assume un ruolo centrale. In questo contesto viene comunemente schematizzata nel seguente modo:
{\displaystyle \mathrm {HA\ +\ B\ \rightleftharpoons \ A^{-}\ +\ HB^{+}} }
dove {\displaystyle {\ce {HB^+}}} rappresenta la base protonata. Come si nota, trattasi di un equilibrio chimico. Il processo inverso, ovvero la rimozione di un protone, rappresenta la deprotonazione.
Più un acido è forte, maggiore è la sua tendenza a dare protonazione. Di contro, basi comuni come gli idrossidi non sono in grado di deprotonare gli acidi molto deboli, ragion per cui si ricorre a composti a carattere maggiormente basico quali l'idruro di sodio o la sodio ammide.